# 阿苇滩水库
阿苇滩水库，位于中华人民共和国新疆维吾尔自治区阿勒泰市南部一座中型注入式平原水库，位于阿苇滩镇以南5千米，216国道东侧。库区原为一天然湖泊，兵团农十师于1976年10月改造成现水库。水库总库容4500万立方米，大坝为黏土心墙坝，主坝长500米，坝高10米，坝顶宽3米。水库水域面积6.5平方千米。
水库通过阿苇滩大渠引蓄克兰河汛期洪水，灌溉新疆生产建设兵团一八一团及阿苇滩镇的草场、农田近2000公顷。水库还是阿勒泰市重要的水产基地，年产鱼40～60吨。